# Sommeromys macrorhinos
Genre
Espèce
Statut de conservation UICN

 DD  : Données insuffisantes
Sommeromys macrorhinos, unique représentant du genre Sommeromys , est une espèce de rongeur de la famille des Muridés, endémique d'Indonésie.

## Distribution
Cette espèce est endémique de l'ile de Sulawesi. Elle n'est connue que par le seul exemplaire collecté à Gunung Tokala (2° 13′ S, 120° 04′ E) à 2 400 m d'altitude.

## Menaces
L'Union internationale pour la conservation de la nature la place dans la catégorie « Données insuffisantes » par manque de données relatives au risque d'extinction en 2008 après qu'elle l'a classée vulnérable depuis 1996.

## Référence
- Musser & Durden, 2002 : Sulawesi rodents: Description of a new genus and species of Murinae (Muridae, Rodentia) and its parasitic new species of sucking louse (Insecta, Anoplura). American Museum Novitates, n. 3368, p. 1-50 (texte original).